# División Antiaérea (Luftwaffe)
En la Luftwaffe de la Alemania nazi durante la Segunda Guerra Mundial, una división antiaérea (en alemán: Flak-Division) era una formación militar del tamaño de una división que tenía oficialmente la tarea de llevar a cabo la defensa antiaérea, a menudo contra las campañas de bombardeo estratégico de los Aliados.

## Historia
Las fuerzas antiaéreas alemanas (denominadas Flak, una abreviatura de Flugzeugabwehrkanone, "cañón de defensa antiaérea") se habían organizado en los años 1939 y 1940 en Batallones Antiaéreos (Flak-Abteilungen), algunos de los cuales fueron movilizados para la batalla de Francia y colocados en los recién formados Flak Corps, siendo estos el I Flak Corps y el II Flak Corps,  que estaban adjuntos al Grupo de Ejércitos A,  responsable del sector central, y al Grupo de Ejércitos B, responsable del sector norte, respectivamente.
Además de los Flak Corps y los Flak-Abteilungen, la defensa aérea en el territorio alemán estaba a cargo de los Mandos de Defensa Aérea (Luftverteidigungskommandos), de los cuales 6 se habían formado al comienzo de la guerra en septiembre de 1939 (Berlín, Leipzig, Hamburgo, Düsseldorf, Frankfurt /Main, Hannover), a los que se unieron 5 más a lo largo de los años 1940 y 1941 (Colonia, la Dinamarca ocupada por los alemanes, la Francia ocupada por los alemanes, los yacimientos petrolíferos rumanos y la Fortaleza Antiaérea).
Estos once mandos de defensa aérea fueron renombrados el 1 de septiembre de 1941 y se convirtieron en las Divisiones Antiaéreas, de la 1.ª a la 11.ª. Por ejemplo, el 1.º Mando de Defensa Aérea de Berlín se convirtió en la 1.ª División Antiaérea. Las Divisiones Antiaéreas normalmente estaban a cargo de varios Regimientos Antiaéreos, que también podrían denominarse "Grupos Antiaéreos" (Flakgruppen) en el contexto de la defensa de las principales ciudades. Por ejemplo, el 16.º Regimiento Antiaéreo de la 3.ª División Antiaérea en Hamburgo fue denominado alternativamente "Grupo Antiaéreo Hamburgo Sur".
En el verano de 1942, las bajas alemanas en el Frente Oriental obligaron a reorganizaciones militares. Los ejércitos de campaña del Heer habían contado anteriormente con el apoyo de mandos de la Luftwaffe denominados Koluft ("Comandantes de las Fuerzas Aéreas"), pero estos estados mayores ahora estaban disueltos. Mientras que la defensa nacional había sido organizada generalmente por las "Divisiones Antiaéreas", los dos "Cuerpos Antiaéreos" habían servido en el frente, sin grandes superposiciones entre los dos. Ahora, las Divisiones Antiaéreas también se insertaron en la línea del frente, donde los cañones antiaéreos se utilizaron no sólo para fuego antiaéreo, sino también para apoyar el combate a nivel del tierra, especialmente contra vehículos blindados enemigos. La 12.ª División Antiaérea fue la primera división antiaérea móvil nueva en entrar en acción, participando en las batallas fuera de Moscú a principios de 1942. Varias de las Divisiones Antiaéreas experimentadas en Alemania ahora quedarían libres para la acción de primera línea mediante la formación de nuevas unidades. De esta manera, la 2.ª División Antiaérea fue enviada al frente y reemplazada por la 14.ª División Antiaérea, la 9.ª División Antiaérea fue movilizada y reemplazada por la nueva 13.ª División Antiaérea, la 15.ª División Antiaérea sustituyó a la 10.ª División Antiaérea en Rumania y La 16.ª División Antiaérea se formó para liberar a la 6.ª División Antiaérea en la Bélgica ocupada por los alemanes. La 2.ª, 6.ª, 9.ª y 10.ª divisiones fueron desplegadas en el Frente Oriental para ayudar contra las contraofensivas del Ejército Rojo. Además, la 15.ª División Antiaérea, la 17.ª División Antiaérea y la 18.ª División Antiaérea se formaron recientemente y también se desplegaron en el Frente Oriental.
En agosto de 1942, se creó la 19.ª División Antiaérea a partir de la 7.ª Brigada Antiaérea en Sicilia para ayudar al Grupo de Ejércitos África. Además, se reunió la 20.ª División Antiaérea para ayudar al 5.º Ejército Panzer. Ambas divisiones pronto fueron destruidas en la rendición del Eje al final de la campaña de Túnez en mayo de 1943. Además, la 9.ª División Antiaérea en el Frente Oriental fue destruida en la batalla de Stalingrado.
Se formó y desplegó una nueva 19.ª División Antiaérea en la Grecia ocupada por los alemanes en 1943. Asimismo, se envió una nueva 20.ª División Antiaérea a la Yugoslavia ocupada por los alemanes. La 21.ª División Antiaérea se creó recientemente (a partir de la 6.ª Brigada Antiaérea) para reemplazar a la 5.ª División Antiaérea, que quedó así liberada para ser desplegada en Rumania. Otras nuevas creaciones del año 1943 también incluyeron la 22.ª División Antiaérea para el área del Ruhr, la 23.ª División Antiaérea para el Frente Oriental (formada a partir de la abortada 22.ª División de Campo de la Luftwaffe) y, en diciembre de 1943, la 24.ª División Antiaérea en Viena, formada mediante la ampliación de la 16.ª Brigada Antiaérea.
La 25.ª División Antiaérea se formó en abril de 1944 en el frente italiano a partir de la antigua 17.ª Brigada Antiaérea. La 4.ª Brigada Antiaérea en Múnich se amplió en mayo de 1944 para convertirse en la 26.ª División Antiaérea, elevando a 26 el número total de divisiones antiaéreas en el momento de la Operación Bagratión y la Operación Overlord en junio de 1944.
Los rápidos avances aliados de junio y julio de 1944 provocaron reorganizaciones de pánico. La 11.ª División Antiaérea en Francia fue mejorada para convertirse en III Cuerpo Antiaéreo y reemplazada en septiembre de 1944 por una nueva 11.ª División Antiaérea, formada a partir de la 15.ª Brigada Antiaérea. Cada vez más Brigadas Antiaéreas fueron mejoradas nominalmente para convertirse en Divisiones Antiaéreas, lo que resultó en la creación de la 27.ª División Antiaérea a partir de la 11.ª Brigada Antiaérea en Prusia Oriental en septiembre, la creación de la 28.ª División Antiaérea a partir de la 9.ª Brigada Antiaérea en Stuttgart en octubre, la creación de 29.ª División Antiaérea en Oslo (la Noruega ocupada por los alemanes) de la 14.ª Brigada Antiaérea el 27 de febrero de 1945, y la 30.ª División Antiaérea, también conocida como "30.ª División Antiaérea Ferroviaria", en Berlín en las últimas semanas de la guerra, responsable de todos las unidades antiaéreas de ferrocarril en Alemania.

## Organización
Aunque el ejército alemán a menudo se adhirió a un orden de batalla en el que las divisiones estaban subordinadas a los cuerpos y las brigadas a las divisiones, este no era el caso de las Divisiones Antiaéreas: las Divisiones Antiaéreas rara vez formaban parte de uno de los Cuerpos Antiaéros, y las Brigadas Antiaéreas eran rara vez colocadas bajo la supervisión de una División Antiaérea.

## Lista de Divisiones Antiaéreas y Divisiones Antiaéreas Ligeras
- 1.ª División Antiaérea
- 2.ª División Antiaérea
- 3.ª División Antiaérea
- 4.ª División Antiaérea
- 5.ª División Antiaérea
- 6.ª División Antiaérea
- 7.ª División Antiaérea
- 8.ª División Antiaérea
- 9.ª División Antiaérea
- 10.ª División Antiaérea
- 11.ª División Antiaérea
- 12.ª División Antiaérea
- 13.ª División Antiaérea
- 14.ª División Antiaérea
- 15.ª División Antiaérea
- 16.ª División Antiaérea
- 17.ª División Antiaérea
- 18.ª División Antiaérea
- 19.ª División Antiaérea
- 20.ª División Antiaérea
- 21.ª División Antiaérea
- 22.ª División Antiaérea
- 23.ª División Antiaérea
- 24.ª División Antiaérea
- 25.ª División Antiaérea
- 26.ª División Antiaérea
- 27.ª División Antiaérea
- 28.ª División Antiaérea
- 29.ª División Antiaérea
- 30.ª División Antiaérea
- 31.ª División Antiaérea
- 1.ª División Antiaérea Ligera
- 2.ª División Antiaérea Ligera